# Tom Mueller
Thomas Mueller é um engenheiro de foguetes e projetista de motores de foguetes estadunidense. Ele foi um funcionário fundador da SpaceX, um fabricante aeroespacial estadunidense e empresa de serviços de lançamento espacial com sede em Hawthorne, Califórnia.
Ele é mais conhecido por seu trabalho de engenharia nos motores de foguetes da SpaceX e no TR-106. Ele é considerado um dos maiores especialistas em propulsão de espaçonaves do mundo e detém várias patentes dos Estados Unidos para tecnologia de propulsão.

## Infância e educação
Tom Mueller nasceu em St. Maries, Idaho. Seu pai era madeireiro e queria que Mueller fosse também. Mueller compara sua história com a de Homer Hickam, crescendo em uma família trabalhadora e indo se tornar um engenheiro em vez de seguir os passos de seu pai. Quando criança, ele construía e pilotava foguetes modelo Estes. Ele continuou a fazer experiências com foguetes, até mesmo construindo um com o soldagem de oxi-acetileno de seu pai e descobrindo que adicionar água produziria mais empuxo.
Mueller acabou se tornando um madeireiro, trabalhando quatro verões para pagar os estudos. Ele frequentou a Universidade de Idaho, onde em 1985 se formou em engenharia mecânica. Ele se mudou para a Califórnia após se formar, recusando ofertas de emprego em Idaho e Oregon. Ele compareceu a uma feira de empregos ao chegar na Califórnia e começou a trabalhar com design de satélites e passou a desenvolver motores de foguetes. Mueller estudou na Universidade Loyola Marymount, onde obteve seu mestrado em engenharia mecânica em 1992 na Faculdade de Ciências e Engenharia Frank R. Seaver.

## Carreira

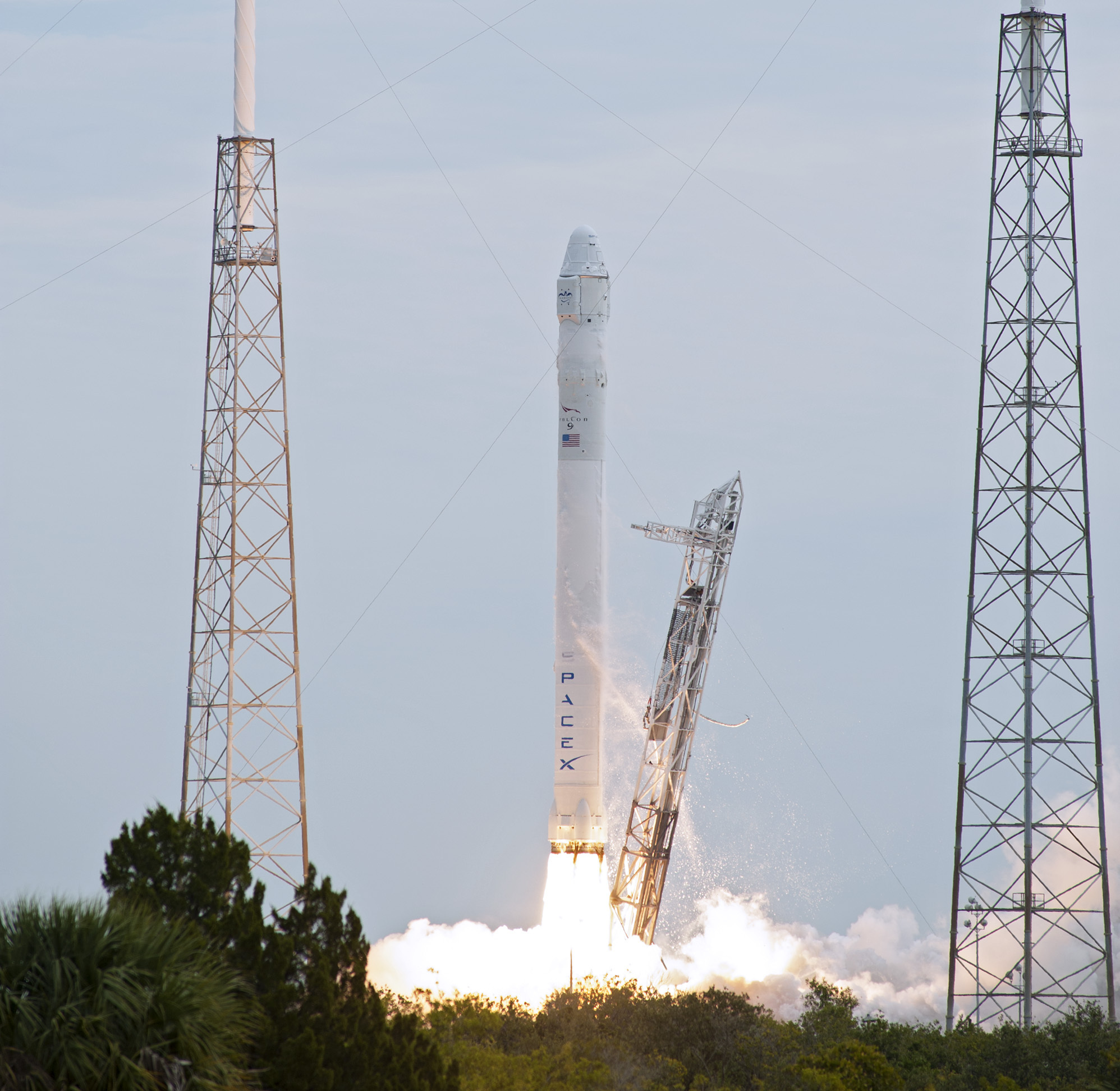
A espaçonave Dragon sendo lançada em um foguete Falcon 9 v1.0 na missão SpaceX CRS-2 movido por motores Merlin projetados por Tom Mueller

Por 15 anos, Tom Mueller trabalhou para TRW Inc., uma corporação conglomerada envolvida nas áreas aeroespacial, automotiva, de relatórios de crédito e eletrônica. Ele gerenciou o departamento de produtos de propulsão e combustão, onde era responsável pelo desenvolvimento de motores de foguetes líquidos. Ele trabalhou como engenheiro-chefe durante o desenvolvimento do TR-106, um motor a hidrogênio com custo contido, com empuxo de 650.000 lbf (2.900 kN), projetado em 2000.
Durante seu tempo na TRW, Mueller sentiu que suas ideias estavam se perdendo em uma empresa diversificada e como hobby ele começou a construir seus próprios motores. Ele os anexaria a fuselagens e os lançaria no deserto de Mojave junto com outros membros da Reaction Research Society.
No final de 2001, Mueller começou a desenvolver um motor de foguete de combustível líquido em sua garagem e mais tarde mudou seu projeto para o depósito de um amigo em 2002. Seu projeto era o maior motor de foguete amador de combustível líquido, 36 kg e produzindo 13.000 lbf (58 kN) de empuxo. Seu trabalho chamou a atenção de Elon Musk, cofundador do PayPal, e em 2002 Mueller se juntou a Musk como funcionário fundador da SpaceX.
Como Vice-Presidente de Engenharia de Propulsão e, posteriormente, CTO de Propulsão da SpaceX, Mueller liderou a equipe que desenvolveu os motores Merlin 1A e Kestrel para o Falcon 1, o primeiro foguete orbital de combustível líquido lançado por uma empresa privada; os motores Merlin 1C, Merlin 1D e Merlin 1D Vacuum eram as primeiras iterações do veículo de lançamento Falcon 9; bem como os propulsores Draco que fornecem os propulsores de controle de atitude para a espaçonave Dragon, bem como os motores de propelente armazenável SuperDraco usados para alimentar o sistema de escape de lançamento da cápsula. Dragon foi a primeira espaçonave lançada por uma empresa privada a atracar na Estação Espacial Internacional. Em 2014, Mueller fez a transição do desenvolvimento do motor para a equipe de Engenharia de Propulsão da SpaceX e em 2016 ele mudou para a função de CTO de Propulsão (Tempo Parcial). Em janeiro de 2019 ele se tornou Conselheiro Sênior (Tempo Parcial).
Fora de seu trabalho na SpaceX, ele foi palestrante de formatura para alunos de graduação da Universidade Loyola Marymount em 2013, um ano após a SpaceX se tornar a primeira empresa privada a enviar uma carga útil para a Estação Espacial Internacional. Ele também foi destaque em um artigo chamado "Rocket Man", publicado pela LMU Magazine em 2011. Em 2014, Mueller foi nomeado para o Prêmio Wyld, apresentado pelo American Institute of Aeronautics and Astronautics (AIAA) por realizações notáveis no desenvolvimento ou aplicação de sistemas de propulsão de foguetes.
Tom Mueller anunciou sua aposentadoria da SpaceX em um tweet em 30 de novembro de 2020.